# Bruinkopbaardvogel
De bruinkopbaardvogel (Psilopogon zeylanicus synoniem: Megalaima zeylanica) is een baardvogel die voorkomt in India en Sri Lanka. Vóór 1990 werden de bruinkopbaardvogel en de gestreepte baardvogel (P. lineatus) ook wel beschouwd als ondersoorten van dezelfde soort. Het epitheton zeylanicus slaat op Zeylon, Ceylon, het huidige Sri Lanka.

## Beschrijving
De bruinkopbaardvogel is 27 cm lang. Hij is — net als de andere Aziatische baardvogels — vrij plomp van bouw en van boven groen gekleurd. Hij heeft een forse, rood gekleurde snavel met borstels aan de basis. Hij lijkt op de
gestreepte baardvogel, want heeft ook een gestreepte borst, nek en kop. De gele oogring is bij hem veel duidelijker en de kop oogt donkerder bruin.

## Verspreiding en leefgebied
De bruinkopbaardvogel is een standvogel op het Indische Subcontinent, waar hij wijdverspreid voorkomt, ook in Bangladesh en op Sri Lanka. Het is een bosvogel die voorkomt in diverse types bos en zich gemakkelijk aanpast aan gebieden waar mensen wonen. Deze baardvogel wordt ook gezien in parken, tuinen en verstedelijkte gebieden en in boomgaarden met mango, papaja, banaan et cetera. De vogel mijdt dicht regenwoud.
De soort telt drie ondersoorten:
- P. z. inornatus: westelijk India.
- P. z. caniceps: van Nepal tot centraal India.
- P. z. zeylanicus: zuidelijk India en Sri Lanka.

## Status
De bruinkopbaardvogel heeft een enorm groot verspreidingsgebied en daardoor alleen al is de kans op uitsterven uiterst gering. De grootte van de populatie is niet gekwantificeerd. Er is aanleiding te veronderstellen dat de soort in aantal stabiel blijft. Om deze redenen staat deze baardvogel als niet bedreigd op de Rode Lijst van de IUCN.

Foto's van de bruinkopbaardvogel uit Bharatpur en Delhi (India)
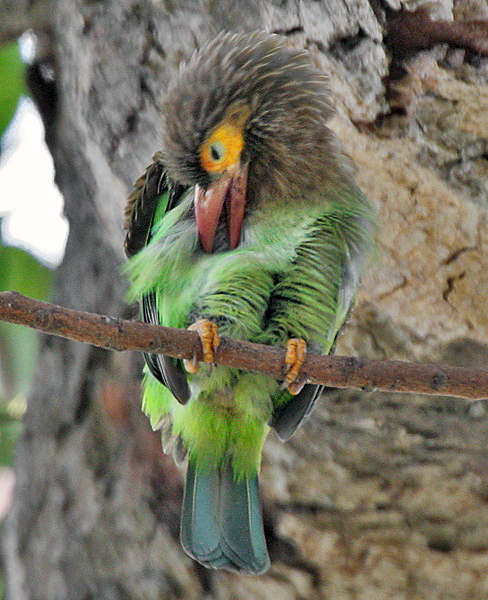
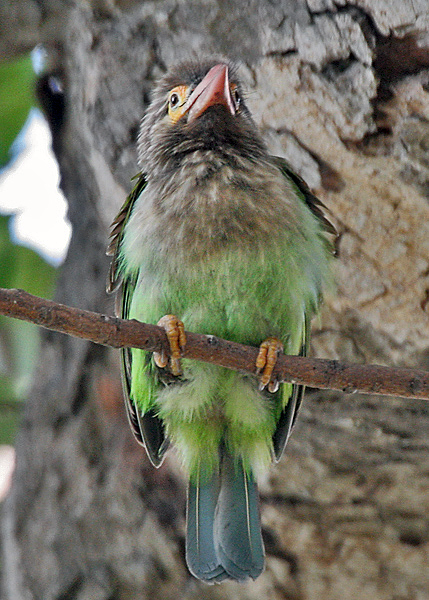
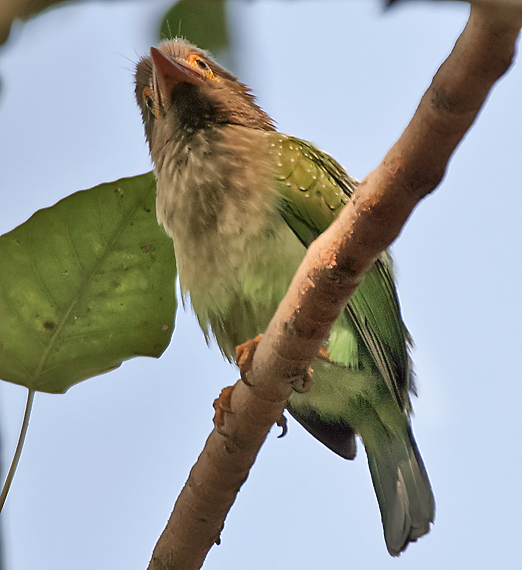
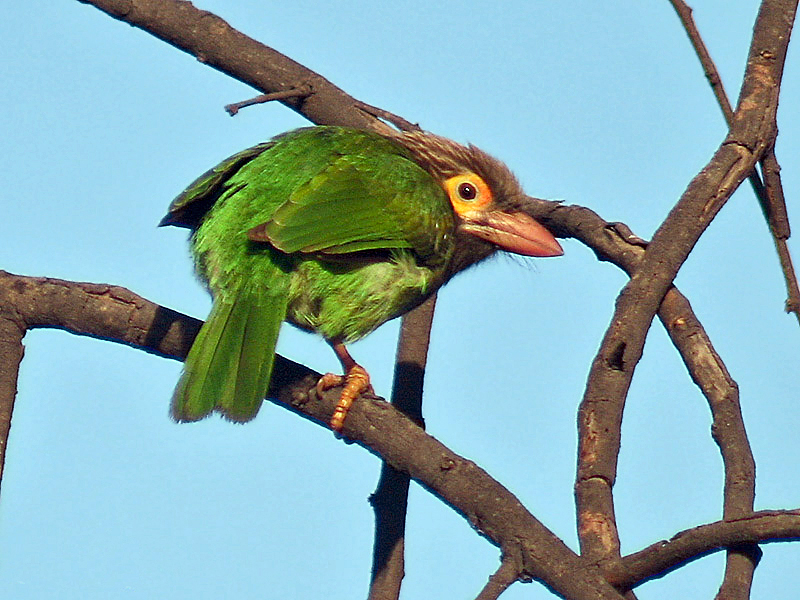
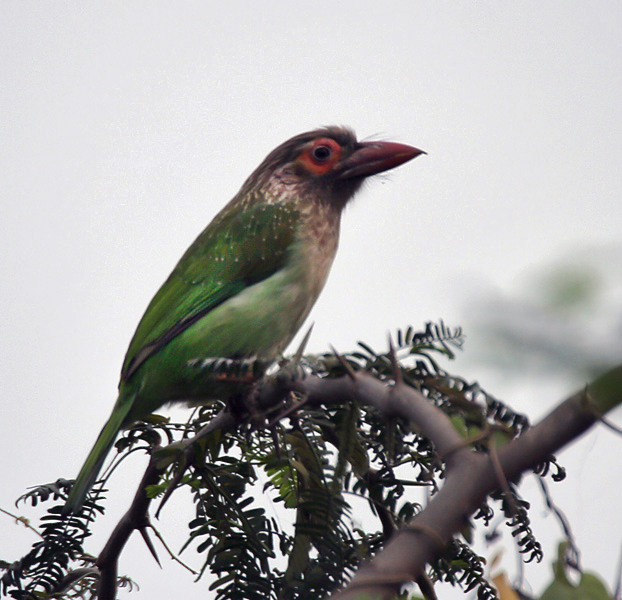
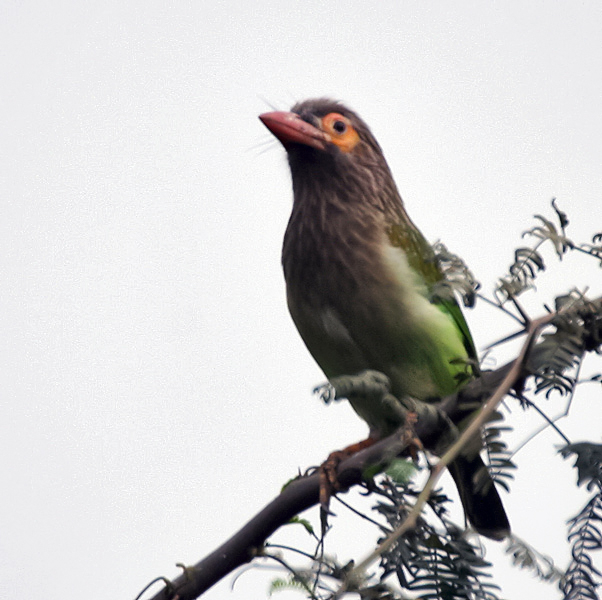
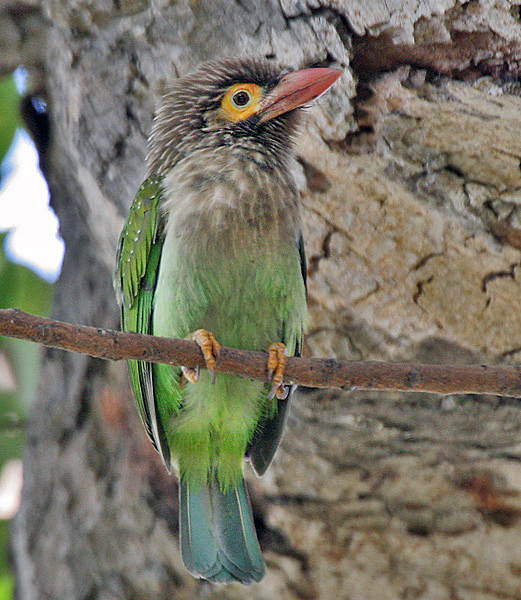
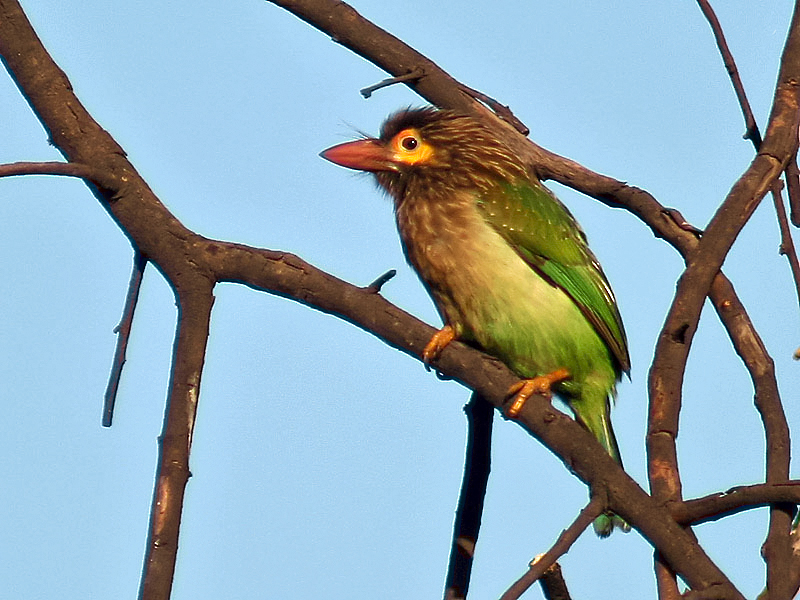